# Timotes affinis
Timotes affinis är en insektsart som beskrevs av Roberts 1937. Timotes affinis ingår i släktet Timotes och familjen gräshoppor. Inga underarter finns listade i Catalogue of Life.